# رشید تالکدر
رشید تالکدر (انگلیسی: Rashid Talukder؛ ۲۴ اکتبر ۱۹۳۹ – ۲۵ اکتبر ۲۰۱۱) عکاسی خبری اهل بنگلادش بود.